# Соболєв Сергій Михайлович
Сергій Михайлович Соболєв (24 вересня 1900, село Любахівка Мосальського повіту Калузької губернії, тепер Російська Федерація — розстріляний 25 лютого 1939, місто Москва, Російська Федерація) — радянський діяч, секретар ЦК ВЛКСМ, в.о. 1-го секретаря Красноярського і Далекосхідного крайових комітетів ВКП (б). Входив до складу особливої трійки НКВС СРСР. Член Центральної контрольної комісії ВКП(б) у 1925—1927 р. Кандидат у члени ЦК ВКП(б) у 1927—1930 р. Депутат Верховної Ради СРСР 1-го скликання.

## Біографія
Народився в родині селянина-бідняка. У 1913 році закінчив початкову церковноприходську школу в селі Красная Бєрьоза Мосальського повіту Калузької губернії. До липня 1915 року був селянином в господарстві батьків у селі Любахівці.
У липні 1915 — листопаді 1918 року — учень ливарника, ливарник Балтійського суднобудівного заводу в Петрограді. У 1917 році вступив до комсомолу, був одним із організаторів комсомолу Петрограду.
Член РКП(б) з червня 1918 року.
У листопаді 1918 — липні 1919 року — секретар і організатор Соціалістичної спілки робітничої молоді «III Інтернаціонал» Василеостровського району Петрограду.
У липні 1919 — травні 1920 року — завідувач відділу агітації і пропаганди Петроградського міського комітету Соціалістичної спілки робітничої молоді «III Інтернаціонал» (комсомолу).
З травня 1920 року — в Червоній армії. У травні — вересні 1920 року — уповноважений відділу ревкомів Революційної військової ради (РВР) Західного фронту, заступник голови комісії по боротьбі із дезертирством 57-ї стрілецької дивізії Західного фронту. У вересні 1920 — січні 1921 року — уповноважений комісії по боротьбі із дезертирством 4-ї армії Південного фронту.
У січні 1921 — січні 1922 року — секретар Сімферопольського міського і повітового комітетів комсомолу (РКСМ).
У січні — вересні 1922 року — завідувач військово-спортивного відділу Кримського обласного комітету РКСМ, помічник начальника Всеобучу Криму та помічник комбрига Кримських частин особливого призначення (ЧОН). З жовтня 1922 року — відповідальний інструктор організаційного відділу ЦК РКСМ.
У 1922 — вересні 1924 року — заступник завдувача агітаційно-пропагандистського відділу ЦК комсомолу Азербайджану і член секретаріату (секретар) ЦК КСМ Азербайджану.
У вересні 1924 — березні 1925 року — секретар Сибірського крайового комітету РЛКСМ в місті Новосибірську.
16 березня 1925 — 5 травня 1928 року — секретар ЦК РЛКСМ (ВЛКСМ).
Одночасно, у січні 1926 — жовтні 1927 року — секретар Ленінградського губернського і міського комітетів ВЛКСМ і секретар Північно-Західного бюро ЦК ВЛКСМ. У жовтні 1927 — серпні 1928 року — секретар Ленінградського обласного і міського комітетів ВЛКСМ.
У серпні 1928 — травні 1930 року — слухач курсів марксизму-ленінізму при ЦВК СРСР у Москві.
У червні 1930 — березні 1931 року — завідувач організаційного відділу Петроградського районного комітету ВКП(б) міста Ленінграда.
У березні 1931 — квітні 1936 року — 1-й секретар Петроградського районного комітету ВКП(б) міста Ленінграда.
У квітні 1936 — травні 1937 року — 1-й секретар Красногвардійського районного комітету ВКП(б) міста Ленінграда.
У травні — липні 1937 року — завідувач відділу Ленінградського міського комітету ВКП(б).
21 липня 1937 — 22 червня 1938 року — виконувач обов'язків 1-го секретаря Красноярського крайового комітету ВКП(б). Одночасно з вересня 1937 по червень 1938 року — 1-й секретар Красноярського міського комітету ВКП(б). З 3 квітня 1938 року входив до складу особливої трійки НКВС СРСР по Красноярському краю.
13 червня — 20 жовтня 1938 року — виконувач обов'язків 1-го секретаря Далекосхідного крайового комітету ВКП(б). Одночасно з 19 червня по жовтень 1938 року — 1-й секретар Хабаровського міського комітету ВКП(б). З 8 серпня 1938 року входив до складу особливої трійки НКВС СРСР по Далекосхідному краю. 20 жовтня 1938 року, після поділу Далекосхідного краю на Хабаровський і Приморський краї, відкликаний у розпорядження ЦК ВКП(б) «для призначення на керівну роботу в Донбасі».
4 листопада 1938 року заарештований органами НКВС СРСР. 25 лютого 1939 року засуджений до розстрілу ВКВС СРСР і того ж дня страчений. Похований на Донському кладовищі Москви.
Реабілітований 23 січня 1956 року, а 21 лютого 1956 року посмертно відновлений у членах КПРС.